# Comité national pour le redressement de la démocratie et la restauration de l’État

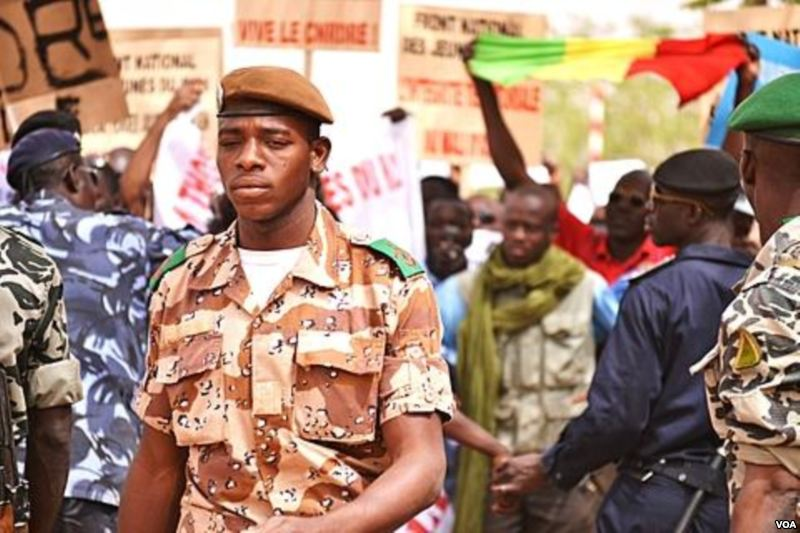
Demonstration für die CNRDR am Flughafen Bamako 2012.

Das Comité national pour le redressement de la démocratie et la restauration de l’État (CNRDR, CNRDRE, dt.: „Nationales Komitee zur Wiederherstellung der Demokratie und Wiederherstellung des Staates“) war ein Gremium, welches in Mali nach dem Putsch in Mali 2012 die Macht übernommen hatte. Es regierte vom 22. März 2012 bis zum 2. Juli 2012.
Der Anführer war Capitaine Amadou Sanogo, sein Sprecher Lieutenant Amadou Konaré. Das Komitee bestand hauptsächlich aus Unteroffizieren. Das Hauptquartier befand sich im Militärlager Soundiata-Keïta in Kati (15 km von Bamako entfernt), von wo aus Kapitän Sanogo Staatsoberhäupter und Journalisten empfing und offizielle Ankündigungen machte.
Während dieser zwanzig Tage nutzten die Truppen der Nationalen Bewegung für die Befreiung des Azawad (MNLA) und Ansar Dine die in Bamako herrschende Verwirrung, um vorzurücken und strategische Punkte einzunehmen. Kurz nach dem Putsch wurde Mali nach Siegen der Tuareg-Rebellen, die von dschihadistischen Gruppen im Norden unterstützt wurden, endgültig in zwei Teile geteilt. Die Ausrufung Azawads als Staat und die von der Westafrikanischen Wirtschaftsgemeinschaft (ECOWAS) verhängte Blockade zwangen die Junta und die CNRDRE, die Macht an die Zivilbevölkerung zurückzugeben.
Im Juli 2012 forderte die Afrikanische Union die Auflösung des CNRDRE. Am 2. Juli 2012 wurde das Komitee durch das Comité militaire de suivi de la réforme des Forces de défense et de sécurité (Militärausschuss zur Überwachung der Reform der Verteidigungs- und Sicherheitskräfte) abgelöst.